# Super Nowości
Super Nowości – regionalny dziennik informacyjny, ukazujący się na terenie południowo-wschodniej Polski od marca 1997 roku. Redakcja główna mieści się w Rzeszowie, posiada także oddziały regionalne w Krośnie, Przemyślu, Stalowej Woli oraz w Tarnobrzegu. W wersji papierowej wydawany był do 28 stycznia 2024 roku.
Pierwszy numer ukazał się pod nazwą „Super Nowiny”. W kwietniu 2022 roku redaktorem naczelnym "Super Nowości" został Tomasz Górnicki. Od maja 2023 roku pismo ukazywało się trzy razy w tygodniu.  
W 2011 roku utworzono portal supernowosci24.pl. 